# Charles P. Bush
Charles P. Bush (* 18. März 1809 in Ithaca, New York; † 1856 in Lansing, Michigan) war ein US-amerikanischer Politiker. In den Jahren 1847 und 1848 war er Vizegouverneur des Bundesstaates Michigan.

## Werdegang
Im Jahr 1836 kam Charles Bush in den gerade gegründeten Staat Michigan, wo er als Mitglied der Demokratischen Partei eine politische Laufbahn einschlug. Dort wurde er ein erfolgreicher Farmer. Bei den Präsidentschaftswahlen des Jahres 1844 war er einer der Wahlmänner, die James K. Polk offiziell zum US-Präsidenten wählten. In den Jahren 1840 und 1841 sowie von 1842 bis 1843 saß er als Abgeordneter im Repräsentantenhaus von Michigan; von 1846 bis 1847 und nochmals zwischen 1855 und 1856 gehörte er dem Staatssenat an. Im Jahr 1847 war er dessen President Pro Tempore.
Nach dem Rücktritt von Gouverneur Alpheus Felch, der in den US-Senat wechselte, rückte dessen Vizegouverneur William L. Greenly in das Amt des Gouverneurs auf. Entsprechend der Staatsverfassung wurde nun der President Pro Tempore des Staatssenats, Charles Bush, kommissarischer Vizegouverneur seines Staates. Dieses Amt bekleidete er zwischen dem 4. März 1847 und dem 3. Januar 1848. Dabei war er Stellvertreter des Gouverneurs und offizieller Vorsitzender des Senats von Michigan. Er gab die entscheidende Stimme zur Verlegung der Staatshauptstadt von Detroit nach Lansing ab. Im Jahr 1850 nahm Bush als Delegierter an einem Verfassungskonvent seines Staates teil. Im Juni 1852 war er Delegierter zur Democratic National Convention in Baltimore, auf der Franklin Pierce als Präsidentschaftskandidat nominiert wurde. Charles Bush entwarf auch die Gesetzesvorlage zur Abschaffung der Todesstrafe in Michigan. Er starb im Jahr 1856 nach längerer Krankheit. Sterbeort und genaues Sterbedatum sind nicht überliefert.